# Chorebus punctum
Chorebus punctum är en stekelart som först beskrevs av Goureau 1851.  Chorebus punctum ingår i släktet Chorebus och familjen bracksteklar. Inga underarter finns listade i Catalogue of Life.